# Sargus flavipes
Sargus flavipes är en tvåvingeart som beskrevs av Johann Wilhelm Meigen 1822. Sargus flavipes ingår i släktet Sargus och familjen vapenflugor. Inga underarter finns listade i Catalogue of Life.